# السيايرة
السيايرة من قرى الهفوف بواحة الأحساء.

## السكان
ذكرها «لوريمر»، وقدر منازلها بنحو 150 منزلاً. وذكرها «فيدال»، وقدر منازلها بنحو 15 منزلاً، عام 1952م.
وفي مسح حكومي حديث علمت أن القرية تبعد عن القاعدة الهفوف بنحو 17 كم، وسكانها 312 نسمة، ونشاطهم في الزراعة، وبها شبكة كهرباء، وتشرب من آبار ارتوازية، كما ان الطريق المؤدي إليها معبد، وطبيعة أرضها مستوية، ويقدر عدد منازلها بـ50 منزلاً، وتستفيد من مجمع العمران، ومساحة القرية 6 هكتارات.
سكانها تقدر ب 1200 نسمة عام 2019 بها لكثير من النخيل وهذا ما يميز القرية.

## المرافق
- مدرسة الليث بن سعد الإبتدائية.
- الابتدائية الأولى للبنات بقرية السيايرة.[3]